# Gustav Richard Heyer
Gustav Richard Heyer (* 29. April 1890 in Bad Kreuznach; † 19. November 1967 in Nußdorf am Inn) war ein deutscher Psychotherapeut.

## Leben
Heyers Vater war der Ministerialrat Carl Heyer, sein Großvater mütterlicherseits Mitglied des deutschen Reichstags. Heyer studierte Medizin in München und Heidelberg. 1917 heiratete er Lucy Grote, die Ehe wurde 1933 geschieden. Heyer wurde Arzt an der II. Medizinischen Klinik der Universität München. 1924 eröffnete er eine Privatpraxis. 1925 gründete er an der Universität München die „Arbeitsgemeinschaft für medizinische Psychologie“. 1928 lernte er in München Carl Gustav Jung kennen und unterzog sich 1930 bei ihm einer Lehranalyse. Nach seinem Bruch mit Jung 1936 beantragte er am 25. Mai 1937 die Aufnahme in die NSDAP und wurde rückwirkend zum 1. Mai desselben Jahres aufgenommen (Mitgliedsnummer 4.821.400). 1937 wurde er Ausbildungsleiter am Deutschen Institut für Psychologische Forschung in Berlin. Ziel des sogenannten Göring-Instituts war die Entwicklung einer von „der jüdischen Psychoanalyse gereinigten Neuen Deutschen Seelenheilkunde“. In dieser Zeit verfasste Heyer viele antisemitische Artikel. Während des Zweiten Weltkrieges war er leitend in einem Lazarett eingesetzt.
Nach dem Krieg betrieb er eine Praxis für innere und Nervenkrankheiten in Nußdorf und war Stammgast bei den Lindauer Psychotherapiewochen. Bei deren Gründung 1950 hatte er seinen Freund Ernst Speer, den er aus seinen NS-Zeiten kannte, unterstützt.  Ab 1959 war Heyer Mitherausgeber der Zeitschrift Praxis der Psychotherapie im J. F. Lehmanns Verlag.

## Veröffentlichungen
- Seelenführung. Möglichkeiten, Wege, Grenzen, Potsdam 1929.
- Seelen-Räume. Psychotherapeutische Beobachtungen zum Kollektiv-Seelischen, Stuttgart 1931.
- Der Organismus der Seele. Eine Einführung in die analytische Seelenheilkunde, München 1932.
- Praktische Seelenheilkunde. Eine Einführung in die Psychotherapie für Ärzte und Studierende, München 1935.
- Vom Kraftfeld der Seele. Zwei Abhandlungen zur Tiefenpsychologie, Stuttgart 1949.
- Seelenkunde im Umbruch der Zeit. Mit einem Geleitwort von Jean Gebser. Bern und Stuttgart 1964.